# ألفونسو كانو

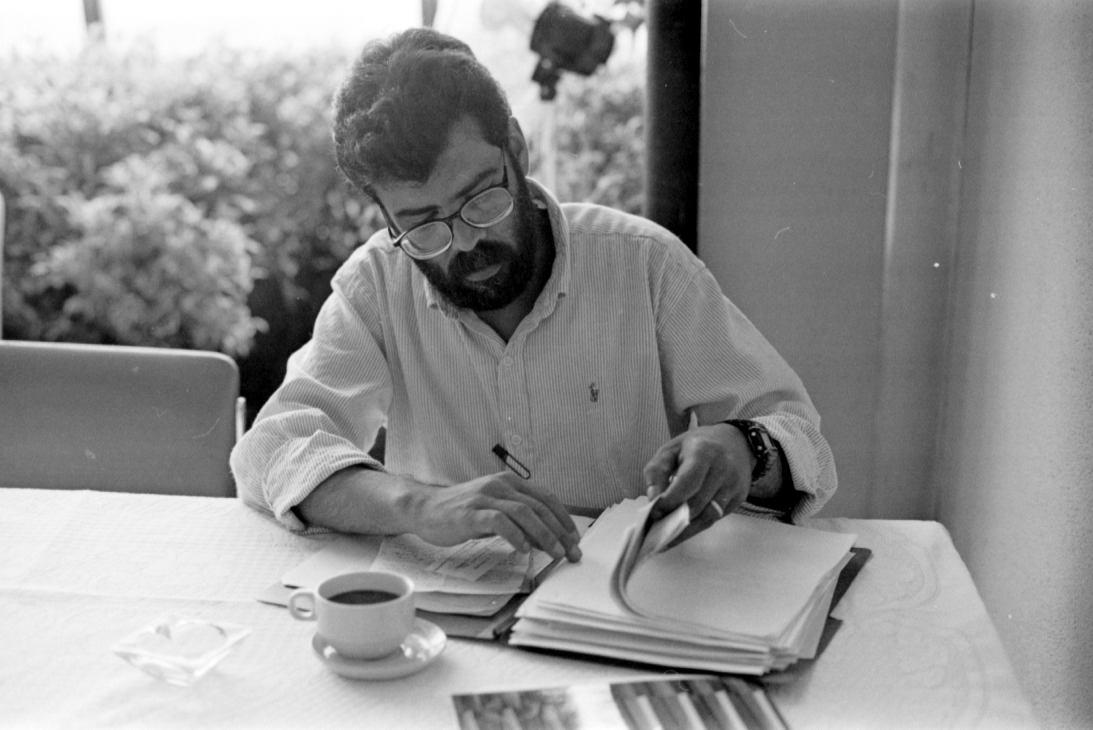
كانو سنة 1990

ألفونسو كانو (بالإسبانية: Alfonso Cano) هو بارتيزان كولومبي، ولد في 22 يوليو 1948 في بوغوتا في كولومبيا، وتوفي في 4 نوفمبر 2011 في Suárez, Cauca ‏ في كولومبيا بسبب إصابة بعيار ناري.